# Велик херцог на Люксембург
Територията на Люксембург е управлявана от графове, херцози и велики херцози. Тя е била част от територията на средновековното Кралство Германия и Свещена Римска империя докато не става суверенна държава през 1815.

## Графове на Люксембург

### Люксембургска династия
| Картинка | Име       | Дата на раждане | Дата на смърт    | Управление                           | Връзка с предшественика |
| -------- | --------- | --------------- | ---------------- | ------------------------------------ | ----------------------- |
|          | Зигфрид   | 922             | 28 октомври 998  | 963 до 28 октомври 998               |                         |
|          | Анри I    | 964             | 27 февруари 1026 | 28 октомври 998 до 27 февруари 1026  | Негов син               |
|          | Анри II   | 1007            | 14 август 1059   | 27 февруари 1026 до 16 октомври 1047 | негов племенник         |
|          | Гизелберт | 1007            | 14 август 1059   | 16 октомври 1047 до 14 август 1059   | негов брат              |
|          | Конрад I  | 1040            | 8 август 1086    | 14 август 1059 до 8 август 1086      | негов син               |
|          | Анри III  | 1070            | 1096             | 8 август 1086 до 1096                | негов син               |
|          | Вилхелм I | 1081            | 1131             | 1096 до 1131                         | негов брат              |
|          | Конрад II | 1106            | 1136             | 1131 до 1136                         | негов син               |

### Династия Люксембург-Намюр
| Картинка | Име            | Дата на раждане | Дата на смъртта | Управление   | Връзка с предшественика |
| -------- | -------------- | --------------- | --------------- | ------------ | ----------------------- |
|          | Анри IV слепия | 1112            | 14 август 1196  | 1136 до 1189 | негов първи братовчед   |

### Династия Хоенщауфен
| Картинка | Име | Дата на раждане | Дата на смъртта | Управление   | Връзка с предшественика |
| -------- | --- | --------------- | --------------- | ------------ | ----------------------- |
|          | Ото | юни/юли 1170    | 13 януари 1200  | 1196 до 1197 | негов трети братовчед   |

### Династия Люксембург-Намюр
| Картинка | Име       | Дата на раждане | Дата на смърт    | Управление               | Връзка с предшественика                                    |
| -------- | --------- | --------------- | ---------------- | ------------------------ | ---------------------------------------------------------- |
|          | Ермесинде | юли 1186        | 12 февруари 1247 | 1197 до 12 февруари 1247 | единствена дъщеря на Анри IV и четвърта братовчедка на Ото |
|          | Теобалд I | 1158            | 13 февруари 1214 | 1197 до 13 февруари 1214 | неин първи съпруг и съуправител                            |
|          | Валеран   | 1180            | 2 юли 1226       | май 1214 до 2 юли 1226   | неин втори съпруг и съуправител                            |

### Династия Люксембург-Лимбург
| Картинка | Име               | Дата на раждане  | Дата на смърт    | Управление                           | Връзка с предшественика |
| -------- | ----------------- | ---------------- | ---------------- | ------------------------------------ | ----------------------- |
|          | Анри V блондина   | 1216             | 24 декември 1281 | 12 февруари 1247 до 24 декември 1281 | техен син               |
|          | Анри VI Негодника | 1240             | 5 юни 1288       | 24 декември 1281 до 5 юни 1288       | негов син               |
|          | Анри VII          | 1275/1270        | 26 август 1346   | 5 юни 1288 до 24 август 1313         | негов син               |
|          | Ян I слепия       | 10 август 1296   | 26 август 1346   | 24 август 1313 до 26 август 1346     | негов син               |
|          | Карл I            | 14 май 1316      | 29 ноември 1378  | 26 август 1346 to 1353               | негов син               |
|          | Венцеслав I       | 25 февруари 1337 | 7 декември 1383  | 1353 до 13 март 1354                 | негов брат              |

## Херцози на Люксембург
От 1354 г. Люксембург е херцогство.

### Династия Люксембург-Лимбург
| Картинка | Име                  | Дата на раждане  | Дата на смъртта  | Управление                         | Връзка с предшественика               |
| -------- | -------------------- | ---------------- | ---------------- | ---------------------------------- | ------------------------------------- |
|          | Венцеслав I          | 25 февруари 1337 | 7 декември 1383  | 13 март 1354 до 7 декември 1383    | себе си като граф                     |
|          | Венцеслав II         | 26 февруари 1361 | 16 август 1419   | 7 декември 1383 до 1388            | негов племенник                       |
|          | Йобст (Йост)         | декември 1351    | 18 януари 1411   | 1388 до 18 януари 1411             | негов братовчед                       |
|          | Елизабет I           | ноември 1390     | 2 август 1451    | 18 януари 1411 до 1443             | негова наследница и първа братовчедка |
|          | Антон                | август 1384      | 25 октомври 1415 | 18 януари 1411 до 25 октомври 1415 | неин първи съпруг и съуправител       |
|          | Йохан IIбезмилостния | 1374             | 6 януари 1425    | 10 март 1418 до 6 януари 1425      | неин втори съпруг и съуправител       |

Тъй като Елизабет няма преживели деца, тя продава Люксембург на Филип III Добрия от Бургундия през 1441 г. след нейната смърт. Филип завладява Люксембург през 1443 г., но не приема титлата заради конфликт с Ана Австрийска, най-близкия люксембургски родственик.

#### Претенденти
| Картинка | Име              | Дата на раждане  | Дата на смъртта   | Управление                         | Връзка с предшественика    |
| -------- | ---------------- | ---------------- | ----------------- | ---------------------------------- | -------------------------- |
|          | Елизабет I       | ноември 1390     | 2 август 1451     | 1443 до 2 август 1451              |                            |
|          | Владислав Постум | 22 февруари 1440 | 23 ноември 1457   | 2 август 1451 до 23 ноември 1457   | неин първи братовчед       |
|          | Ана Австрийска   | 12 април 1432    | 13 ноември 1462   | 23 ноември 1457 to 13 ноември 1462 | нейна сестра               |
|          | Вилхелм II Смели | 30 април 1425    | 17 септември 1482 | 23 ноември 1457 to 13 ноември 1462 | неин съпруг и съпретендент |
|          | Елизабет II      | 1436             | 30 август 1505    | 13 ноември 1462 до 1467            | нейна сестра               |
|          | Казимир Ягело    | 30 ноември 1427  | 7 юни 1492        | 13 ноември 1462 до 1467            | неин съпруг и съпретендент |

### Бургундски клон на Валоа
През 1467 г., когато са отказани правата на Елизабет II от Австрия, последният претендент за титлата, синът на Филип III Шарл Дръзки я приема и я поставя в името си след тази на Херцог на Бургундия.
| Картинка | Име                            | Дата на раждане  | Дата на смъртта | Управление                    | Връзка с предшественика                   |
| -------- | ------------------------------ | ---------------- | --------------- | ----------------------------- | ----------------------------------------- |
|          | Филип I Добрия                 | 31 юли 1396      | 15 юни 1467     | 1443 до 15 юни 1467           | втори братовчед на Елизабет I и узурпатор |
|          | Шарл Дръзки                    | 10 ноември 1433  | 5 януари 1477   | 15 юни 1467 до 5 януари 1477  | негов син                                 |
|          | Мария I Богатата               | 13 февруари 1457 | 27 март 1482    | 5 януари 1477 до 27 март 1482 | негова дъщеря                             |
|          | Максимилиан I Последният рицар | 22 март 1459     | 12 януари 1519  | 5 януари 1477 до 27 март 1482 | неин съпруг и съуправител                 |

### Хабсбургска династия
През 1482 г. управлението на Люксембург преминава в ръцете на Хабсбургите. След абдикацията на Карл V херцогство Люксембург преминава към испанския клон на династията.
| Картинка | Име                    | Дата на раждане  | Дата на смъртта   | Управление                          | Връзка с предшественика |
| -------- | ---------------------- | ---------------- | ----------------- | ----------------------------------- | ----------------------- |
|          | Филип II красиви       | 22 юли 1478      | 25 септември 1506 | 27 март 1482 до 25 септември 1506   | негов син               |
|          | Карл III               | 24 февруари 1500 | 21 септември 1558 | 25 септември 1506 до 16 януари 1556 | негов син               |
|          | Филип III Предпазливия | 21 май 1527      | 21 септември 1558 | 16 януари 1556 до 13 септември 1598 | негов син               |
|          | Изабела-Клара Евгения  | 12 август 1566   | 1 декември 1633   | 6 май 1598 до 13 юли 1621           | негова дъщеря           |
| Алберт   | 15 ноември 1559        | 13 юли 1621      | негов зет         | 6 май 1598 до 13 юли 1621           |                         |
|          | Филип IV Велики        | 8 април 1605     | 17 септември 1665 | 31 юли 1621 до 17 септември 1665    | техен племенник         |
|          | Карл IV                | 6 ноември 1661   | 1 ноември 1700    | 17 септември 1665 до 1 ноември 1700 | негов син               |

По време на Войната за испанското наследство 1701 – 1714, херцогството се оспорва от Филип Анжу, внук на Луи XIV от Бурбоните и Карл от Австрия, син на Леополд I (Свещена Римска империя) от Хабсбургите. През 1712 Люксембург и Намюр са преотстъпени на Максимилиан II Емануел (Бавария) от неговите френски съюзници в края на войната, с Договора от Утрехт (1713).

### Династия на Бурбоните
| Картинка | Име                   | Дата на раждане  | Дата на смъртта | Управление             | Връзка с предшественика |
| -------- | --------------------- | ---------------- | --------------- | ---------------------- | ----------------------- |
|          | Филип V Филип Френски | 19 декември 1683 | 9 юли 1746      | 1 ноември 1700 до 1712 | внук на сестра му       |

### Династия Вителсбах
| Картинка | Име                                                           | Дата на раждане | Дата на смъртта  | Управление            | Връзка с предшественика |
| -------- | ------------------------------------------------------------- | --------------- | ---------------- | --------------------- | ----------------------- |
|          | Максимилиан II Максимилиан Емануел Лудвиг Мария Йозеф Кайетан | 11 юли 1662     | 26 февруари 1726 | 1712 до 11 април 1713 | негов първи братовчед   |

### Династия Хабсбург
| Картинка | Име                                                             | Дата на раждане | Дата на смъртта  | Управление                          | Връзка с предшественика |
| -------- | --------------------------------------------------------------- | --------------- | ---------------- | ----------------------------------- | ----------------------- |
|          | Карл V Карл Франц Йозеф Венцеслав Балтазар Йохан Антон Игнациус | 1 октомври 1685 | 20 октомври 1740 | 11 април 1713 до 20 октомври 1740   | негов втори братовчед   |
|          | Мария II Тереза Мария Тереза                                    | 13 май 1717     | 29 ноември 1780  | 20 октомври 1740 до 29 ноември 1780 | негова дъщеря           |

### Династия Хабсбург-Лотаринги
| Картинка | Име                                                   | Дата на раждане  | Дата на смъртта  | Управление                          | Връзка с предшественика |
| -------- | ----------------------------------------------------- | ---------------- | ---------------- | ----------------------------------- | ----------------------- |
|          | Франц I Франсоа Етиен                                 | 8 декември 1708  | 18 август 1765   | 21 ноември 1740 до 18 август 1765   | неин съпруг             |
|          | Йозеф Йозеф Бенедикт август Йоханес Антон Михаел Адам | 13 март 1741     | 20 февруари 1790 | 29 ноември 1780 до 20 февруари 1790 | негов син               |
|          | Леополд Петер Леополд Йозеф Антон Йоахим Пий Готард   | 5 май 1747       | 1 март 1792      | 20 февруари 1790 до 1 март 1792     | негов брат              |
|          | Франц II Франц Йозеф Карл                             | 12 февруари 1768 | 2 март 1835      | 1 март 1792 to 1794                 | негов син               |

Люксембург е окупиран от войските на революционна Франция (1794 – 1813). На проведения през 1815 г. Виенски конгрес е издигнат в ранг на Велико херцогство и е в персонална уния с Вилхелм I Нидерландски.

## Велик херцог на Люксембург
Великият херцог на Люксембург е държавен глава на Люксембург. Люксембург е единственото в света независимо велико херцогство, положението на което е определено на Виенския конгрес през 1815 г.

### Династия Оран-Насау
| Картинка | Име                                               | Дата на раждане  | Дата на смъртта  | Управление                      | Връзка с предшественика                                   |
| -------- | ------------------------------------------------- | ---------------- | ---------------- | ------------------------------- | --------------------------------------------------------- |
|          | Вилхелм I Вилем Фредерик (Принц Вилем VI Орански) | 24 август 1772   | 12 декември 1843 | 15 март 1815 до 7 октомври 1840 | Трети братовчед на Франц и пряк потомък на Ана Австрийска |
|          | Вилхелм II Вилем Фредерик Джордж Лудвиг           | 6 декември 1792  | 17 март 1849     | 7 октомври 1840 до 17 март 1849 | негов син                                                 |
|          | Вилхелм III Вилем Александър Паул Фредерик Лудвиг | 17 февруари 1817 | 23 ноември 1890  | 17 март 1849 до 23 ноември 1890 | негов син                                                 |

### Династия Насау-Вилбург
През 1890 г. след като Вилхелмина наследява короната от баща си Вилхелм III Нидерландски и става кралица на Нидерландия, тя е лишена от наследствените си права в Люксембург заради т. нар. Салически закон и великото херцогство е предадено на 73-годишния херцог Адолф I, негов племенник.
| Картинка | Име            | Дата на раждане | Дата на смърт    | Управление                          | Връзка с предшественика                      |
| -------- | -------------- | --------------- | ---------------- | ----------------------------------- | -------------------------------------------- |
|          | Адолф I        | 24 юли 1817     | 17 ноември 1905  | 23 ноември 1890 до 17 ноември 1905  | негов племенник                              |
|          | Вилхелм IV     | 22 април 1852   | 25 февруари 1912 | 17 ноември 1905 до 25 февруари 1912 | негов син                                    |
|          | Мария-Аделаида | 14 юни 1894     | 24 януари 1924   | 25 февруари 1912 до 14 януари 1919  | негова дъщеря                                |
|          | Шарлот         | 23 януари 1896  | 9 юни 1985       | 14 януари 1919 до 12 ноември 1964   | нейна сестра (по-малка дъщеря на Вилхелм IV) |
|          | Жан            | 5 януари 1921   | 23 април 2019    | 12 ноември 1964 до 7 октомври 2000  | неин син                                     |
|          | Анри           | 16 април 1955   | жив              | От 7 октомври 2000 (Incumbent)      | негов син                                    |

## Източноци
- Thewes, Guy. Les gouvernements du Grand-Duché de Luxembourg depuis 1848. Édition limitée.   Luxembourg City, Service Information et Presse, Юли 2003. ISBN 2-87999-118-8. Посетен на 1 юли 2007. (на френски)
- ((fr)) Archives of Mémorial A //   Service central de législation.  Архивиран от оригинала на 2007-06-14. Посетен на 1 юли 2007.
- LUXEMBOURG //  Foundation for Medieval.    Архивиран от оригинала на 2012-02-23. Посетен на 2009-02-07. (на английски)